# Бои в Раштском районе Таджикистана (2010)
Спецоперация в Раштском районе — спецоперация, проведённая вооружёнными силами Таджикистана в Раштском районе республики с целью взятия его под свой контроль.

## Предыстория
23 августа 2010 года из СИЗО Госкомитета нацбезопасности в Душанбе совершили побег 25 особо опасных преступников, застрелив нескольких охранников. Побег получил статус «побег № 1 в Таджикистане» и вызвал широкий общественный резонанс даже у властей. ФСБ РФ пообещала таджикским силовикам помощь в поиске и задержании беглецов.
19 сентября, в рамках операции по поимке заключённых, колонна с военнослужащими правительственных войск общей численностью 75 человек выехала в Раштскую группу районов, примерно в 180—200 км от столицы. На стыке населённого пункта Навобод и ущелья Камароб военные были обстреляны из гранатомётов и пулемётов со стороны неизвестной вооружённой группы. В результате было убито от 28 до 40 военнослужащих.

## Начало операции
22 сентября 2010 года правительственные войска начали масштабную спецоперацию против антиправительственных группировок.
6 октября 2010 года правительственные войска понесли крупные потери — был сбит (либо рухнул по техническим причинам) вертолёт ВВС Таджикистана; при крушении погибло до 28 человек. Ещё 6 человек погибло при подрыве грузовика в Раштском районе. Таким образом, потери правительственных войск (с учётом погибших 19 сентября) достигли 70 человек.

## Продолжение операции
14 октября правительственным войскам сдались два полевых командира.
4 января 2011 года в результате спецоперации в кишлаке Руноб неподалёку от посёлка Гарм были уничтожены непосредственный командующий нападением 19 сентября 2010 года на колонну правительственных войск Аловуддин Давлатов и 7 боевиков из его группировки.
14 апреля 2011 года в ходе финальной спецоперации по разгрому группировок, причастных к сентябрьской трагедии в Раштском районе, были уничтожены организатор той акции и один из последних полевых командиров Мулло Абдулло и 15 боевиков из его бандформирования.